# 乌鲁克萨依河
乌鲁克萨依河，位于中华人民共和国新疆维吾尔自治区和田地区策勒县东部的一条河流，“乌鲁克”维吾尔语意为“大沙滩”。发源于昆仑山北坡冰川地带，蜿蜒向北流，流经乌鲁克萨依乡，于科克克尔村以北左纳玉龙河后转东北流，此后河流逐渐呈散流状，并渗入地下，下游无明显河床。汛期洪水在戈壁中漫流，经约50米后汇入右邻奴尔河下游河道。山口以上河长79千米，流域面积895平方千米，年均径流量约1.272亿立方米。